# Ophrys speculum
Ophrys speculum (synoniem: Ophrys ciliata) is een Europese orchidee. Het is een soort met zeer kleurrijke bloemen voorzien van een opvallend blauw speculum.
De plant komt voor in het Middellandse Zeegebied.

## Naamgeving enetymologie
- Synoniemen: Ophrys ciliata Biv. (1806), Ophrys vernixia auct. non Brot. (1804), Ophrys vernixia subsp. ciliata (Biv.) Del Prete, Ophrys vernixia subsp. orientalis H.F. Paulus, Ophrys ciliata var. orientalis (H.F. Paulus) Kreutz.
- Duits: Spiegel-Ragwurz
- Frans: Ophrys miroir

De botanische naam Ophrys stamt uit het Oudgrieks en betekent 'wenkbrauw', wat zou moeten slaan op de behaarde lip. De naam wordt reeds gebruikt door Plinius de oudere (23-79 v.Chr.) in zijn Naturalis Historia, alhoewel hij er waarschijnlijk een andere plant mee aanduidde. De soortaanduiding speculum betekent ‘spiegel’, en refereert aan het opvallende speculum van de bloemen van deze soort.

## Kenmerken

### Habitus

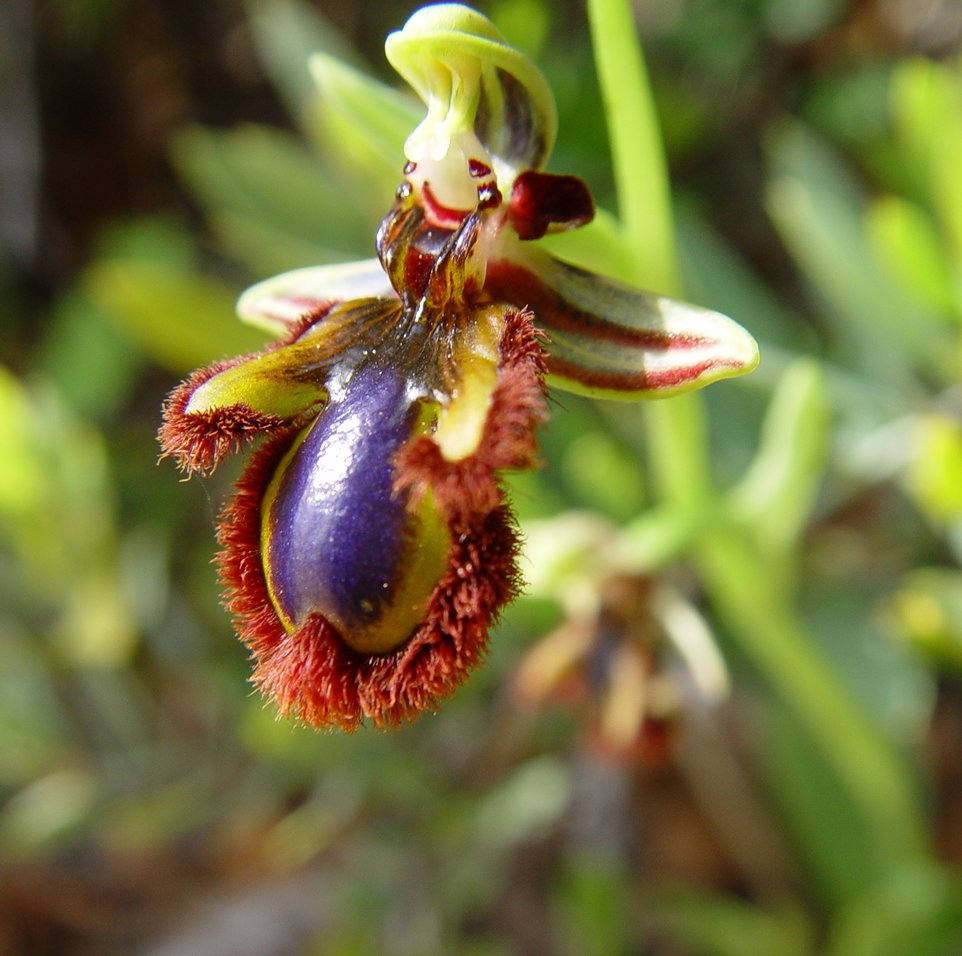
Detail bloem

Ophrys speculum is een overblijvende, niet-winterharde geofyt. Het is een kleine (maximaal 25 cm) maar forse plant met twee tot vijf middelgrote, zeer opvallende bruin-geel-blauwe bloemen in een korte, ijlbloemige aar.

### Bloemen
De bloemen zijn tot 2,3 cm groot. De laterale kelkbladen staan wijd uitgespreid of naar achter teruggeslagen, olijfgroen met een roodbruine middennerf. Het bovenste kelkblad is als een afdakje over het gynostemium gebogen. De bovenste kroonbladen zijn kleiner, smal driehoekig, naar achter gekruld en roodbruin gekleurd.
De lip is veel groter dan de andere bloembladen, tot 1,6 cm lang, drielobbig, licht convex, de zijranden bruin fluweelachtig behaard. De kleine zijlobben liggen dicht tegen de middenlob. Het speculum is blauw met een gele rand die doorloopt in de zijlobben. De stempelholte en het basaal veld zijn donkerbruin tot zwart, met rode pseudo-ogen en begrensd door twee divergerende richels. Het gynostemium heeft een korte, snavelvormige top. Er is geen aanhangsel.
De bloeitijd is van maart tot mei.

## Voortplanting

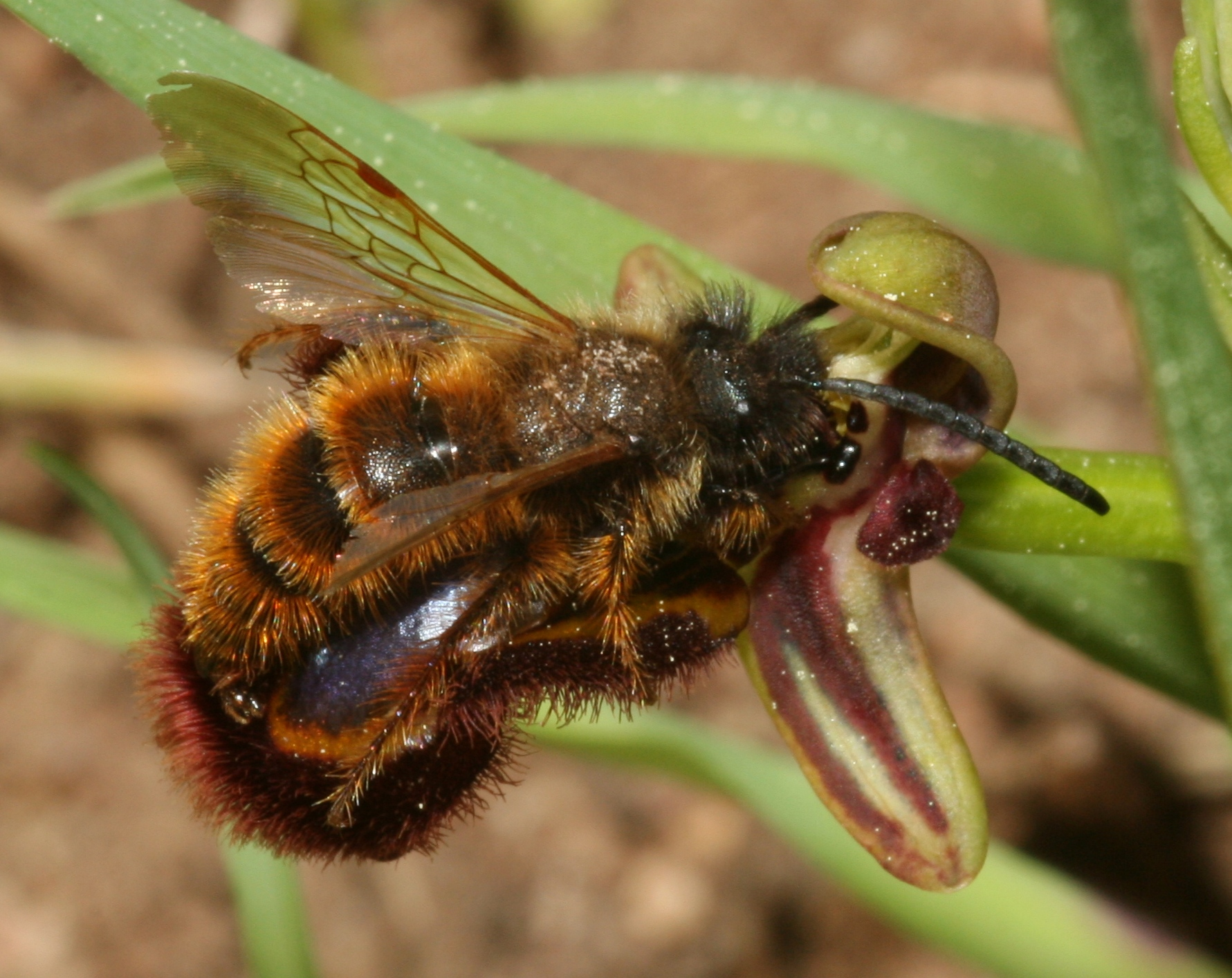
O. speculum wordt bezocht door Dasyscolia ciliata

De bestuiving van Ophrys speculum gebeurt blijkbaar steeds door de wesp Dasyscolia ciliata.
Voor details van de voortplanting, zie spiegelorchis.

## Habitat
Ophrys speculum geeft de voorkeur aan kalkrijke, droge tot vochtige bodems op zonnige of halfbeschaduwde plaatsen, zoals kalkgraslanden, garrigues, lichte naaldbossen en bermen. De soort is vooral te vinden in kustgebieden, maar komt voor in middelgebergtes tot op 1100 m.

## Voorkomen
Ophrys speculum komt voor in het gehele Middellands Zeegebied, van Spanje en Marokko tot Turkije, maar zeldzamer in Frankrijk en Italië . Ze is plaatselijk voorkomend en kan abundant zijn.
In Frankrijk is ze zeldzaam, plaatselijk en sporadisch te vinden langs de Middellandse Zeekust van de Pyreneeën tot aan het departement Var.

## Taxonomie
De taxonomische classificatie van deze soorten is sinds lang een bron van conflicten, wat voor een deel te maken heeft met het bestaan van drie ondersoorten, die door bepaalde auteurs als aparte soorten worden beschouwd:
O. speculum subsp. speculum Link

De nominate ondersoort met een circum-mediterrane verspreiding (van Marokko en het Iberisch schiereiland tot Anatolië en Libanon), gekenmerkt door donkere dorsale kroonbladen, een matig convexe bloemlip met donkerbruine beharing;
O. speculum subsp. lusitanica (O. Danesch & E. Danesch) Paulus & Gack

Een ondersoort die endemisch is in Portugal en Andalusië, met lichtere dorsale kroonbladen, een duidelijk convexe bloemlip en lichter gekleurde beharing;
O. speculum subsp. regis-ferdinandi Achtaroff & Kellerer ex Kuzmanov

Wijdverbreid over de Egeïsche eilanden en de kust van Anatolië, met lichtere dorsale kroonbladen, een zeer duidelijk convexe en zeer uitgerekte bloemlip.
De soort werd oorspronkelijk beschreven in 1800 door de Duitse botanicus Link als O. speculum, maar direct daarop in 1804 door de Portugees Brotero als O. vernixia en in 1806 door de Siciliaan Bivona Bernardi als O. ciliata. In de loop van de 19e en 20e eeuw zijn deze drie namen door elkaar gebruikt, met een grote voorkeur voor O. speculum, en werden de verschillende ondersoorten beschreven.
In de jaren 80 van de vorige eeuw werd de naam O. speculum om nomenclaturale redenen ongeldig verklaard, en werd vastgesteld dat de beschrijving van O. vernixia enkel sloeg op de ondersoort lusitanica, waardoor O. ciliata de enige geldige soortnaam werd. Dat leidde echter niet tot eensgezindheid. Daarom heeft in 2004 de Duitse botanicus Werner Greuter, voorgesteld de naam O. speculum als nomen conservandum te beschouwen, dus als geldige naam om historische reden, ook al is niet aan alle regels van de nomenclatuur voldaan. Dit voorstel werd op het Internationaal Botanisch Congres van 2005 in Wenen geaccepteerd.

## Bedreiging en bescherming
O. speculum is in Frankrijk op nationaal niveau beschermd.
De belangrijkste bedreigingen zijn het verlies van hun habitat (kalkgraslanden) door omzetting naar landbouwgronden, door bemesting en door de natuurlijke successie (evolutie naar bos).